# Seznam rektorů Vysoké školy ekonomické v Praze
Toto je chronologický seznam rektorů Vysoké školy ekonomické v Praze (VŠE), která byla založena v roce 1953.
Od dubna 2022 je rektorem VŠE Petr Dvořák, který ve volbě, která proběhla v listopadu 2021, porazil děkana Fakulty financí a účetnictví Ladislava Mejzlíka.

## Seznam
| Pořadí | Předseda            | Portrét               | Začátek a konec v úřadu | Začátek a konec v úřadu    | Zdr.   |
| ------ | ------------------- | --------------------- | ----------------------- | -------------------------- | ------ |
| 1.     | Vladimír Sedlák     | Není dostupný portrét | 1953                    | 1966                       | [ 2 ]  |
| 2.     | Vladimír Kadlec     | Vladimír Kadlec       | 1966                    | 1968                       | [ 3 ]  |
| 3.     | Ladislav Veltruský  | Není dostupný portrét | 1968                    | 1970                       | [ 4 ]  |
| 4.     | Stanislav Hradecký  | Není dostupný portrét | 1970                    | 1985                       | [ 5 ]  |
| 5.     | Antonín Brůžek      | Není dostupný portrét | 1. září 1985            | 31. ledna 1990             | [ 6 ]  |
| 6.     | Věněk Šilhán        | Není dostupný portrét | 15. února 1990          | 31. ledna 1991             | [ 7 ]  |
| 7.     | Štěpán Müller       | Není dostupný portrét | 1. února 1991           | 1994                       | [ 8 ]  |
| 8.     | Jan Seger           | Není dostupný portrét | 1994                    | 31. ledna 2000             | [ 9 ]  |
| 9.     | Jaroslava Durčáková | Není dostupný portrét | 1. února 2000           | 31. ledna 2006             | [ 10 ] |
| 10.    | Richard Hindls      | Richard Hindls        | 1. února 2006           | 31. ledna 2014             | [ 12 ] |
| 11.    | Hana Machková       | Není dostupný portrét | 1. dubna 2014           | 31. ledna 2022             |        |
| 12.    | Petr Dvořák         | Není dostupný portrét | 1. dubna 2022           | dosud (do 31. března 2026) |        |